# Sophronica carissae
Sophronica carissae är en skalbaggsart som först beskrevs av Fisher 1930.  Sophronica carissae ingår i släktet Sophronica och familjen långhorningar. Inga underarter finns listade i Catalogue of Life.